# 离子通道

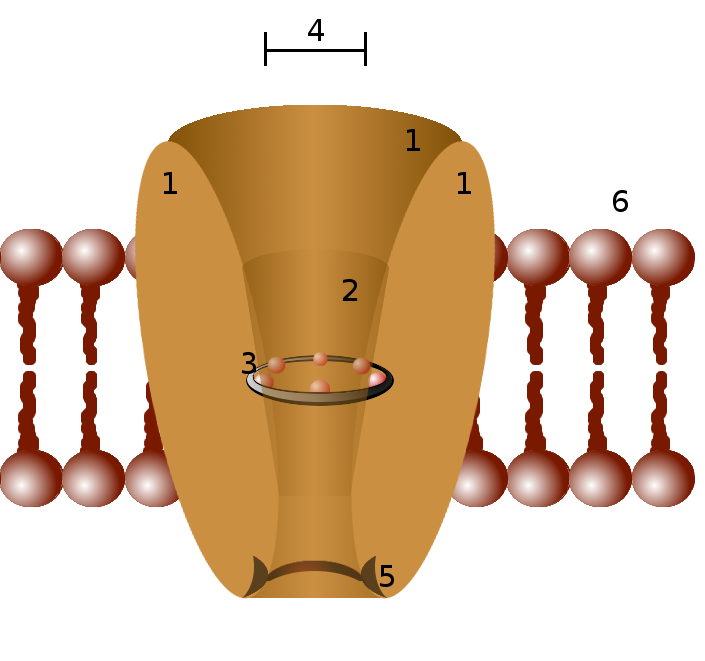
离子通道示意图。1 - 通道蛋白质结构（通常每个通道有四个同源亚基）, 2 - 外前庭, 3 - 选择性过滤器, 4 - 选择性过滤器的直径, 5 - 磷酸化位点, 6 - 细胞膜.

离子通道（ion channel）是一类贯穿生物膜且能通透特定离子的亲水性蛋白质孔道。
离子通道属于一种成孔蛋白，提供特异离子顺着电化学梯度扩散而穿过脂质双层，或是帮助细胞建立和控制膜间的微弱电压压差（参见细胞电势）。它们广泛存在于所有细胞的细胞膜、内质网、高尔基体和线粒体上。
针对离子通道的研究叫做通道学，这一研究涉及许多科学技术，例如电流生理学的电压钳位（尤其是膜片钳位技术）、免疫组织化学以及逆转录。

## 基本特征
所有的细胞都是通过离子通道来控制穿越细胞膜的离子流的，这种通道是以一种内在膜蛋白。更准确的说，是由若干蛋白组装而成的。这种多个蛋白质亚基结构通常由同一或者同源蛋白紧密结合并形成一个补水孔，并且穿透双层脂膜。这种成孔亚基单元被称为α单元，而其它辅助亚基单元则被标注为β、γ等。通常来说，这些通道最窄处的宽度大约为1到2个原子的直径大小。一个通道通常仅负责一种离子，如钠离子、钾离子等。传输离子通过细胞膜的过程通常相当快，如同跟随一个自由流体流过一般。某些离子通道拥有一个可以开关的“门”，各种门所受控制的来源是不一样的，例如包括电信号、化学信号、温度或者机械力。

## 生物学角色
由于电压激活的通道是神经冲动的基础，而传输激活的通道则负责触突之间的信号传导，因此通道在神经系统里面扮演着极为重要的角色。事实上大多数生物的攻击性或者防御性神经毒素（例如蜘蛛、蝎子、毒蛇、鱼、蜜蜂及海鳗等产生的毒液），都是通过调整通道的传导性以及（或者）动力学特征，来达到关闭或者麻痹系统的目的的。此外，离子通道对于涉及细胞中快速变化的大量生物学过程也是一个关键结构。例如心肌、骨骼肌以及平滑肌的肌肉收缩过程，向上皮传输营养物质和离子，T细胞的激活，以及胰脏beta细胞释放胰岛素的过程。在研究新型药物的时候，离子通道是一个非常常见的研究目标。

## 分类
离子通道可以通过门控方式、可通过离子类型以及门（孔）数量的方式来进行分类。

### 按门控分
离子通道可以通过因什么而导致门的开启和关闭来进行区分。电压门控离子通道的激活与失活是依赖于跨膜电压，而配体门控离子通道，则受控于和通道结合的配体。

#### 电压门控
电压门控离子通道的开和关是受控于跨膜电压的。
- 电压门控钠离子通道族：这族通道至少包括9种不同的通道，并且受周围产生和扩散的动作电位控制的。成孔α亚基单元非常大（最大至约4000个氨基酸），并且包含四个同源亚基机构（I-IV），每一个亚基有6个跨膜区（S1-S6）组成，即总共有24个跨膜区。这族的成员还含有辅助β亚基单元，每一个β亚基单元横跨细胞膜一次。这两种亚基单元都是广泛糖基化的。

- 电压门控钙离子通道族：这一族包含十种成员，这些成员会与α2δ、β、以及γ亚基单元组合。这种通道在肌肉兴奋及触突兴奋上都扮演着重要角色。这种通道的α亚基单元，在总体结构和钠离子通道很相似，大小也差不多。
  - 精子阳离子通道：这一小族的通道通常指CatSper通道，该通道属于双孔通道，并且和瞬态响应电势通道有一定联系。所谓CatSper通道指的是近年来在精子鞭毛上发现的一种钙离子通道[8][9]。

- 电压门控钾离子通道族（KV）：这一族包含了近40种成员，并进一步分为12个亚族。这些通道主要的作用是在动作电位之下对细胞膜产生反极化作用。其中的α亚基单元有六个跨膜区，和钠离子通道是同源的。同样的，它们也是4个亚基形成一个发挥通道作用的四聚体。

- 部分瞬态响应电势通道族：这一组通道之所以这么命名，是因为它是在果蝇的光传导系统上发现的。这一族包含了至少28种成员，它们的激活方式多种多样。某些通道似乎是常开的，而另一些则通过电压来控制，属于一种电压门控离子通道。此外还有通过细胞内钙离子（Ca2+）、酸碱度（pH值）、氧化还原状态、渗透压等来控制，还有通过机械拉力来激活的、属于牵张激活的离子通道。这类通道所能通过的离子类型也非常的多，某些专门针对钙离子，而另一些似乎没有那么强的选择性，而只是作为阳离子通道。这一族按照同源性分为6个不同的亚族：经典类（TRPC）、香草素受体类（TRPV）、黑色素抑制类（TRPM）、胱氨酸多聚体类（TRPP）、黏脂质类（mucolipins，TRPML）以及跨膜锚蛋白1（TRPA）。

- 超极化激活环核苷酸门控通道族：打开这类通道需要超极化，而不像其它环核苷酸门控通道那样受去極化控制。这些通道还对如环磷酸腺苷（cAMP）及环鸟苷酸腺苷（cGMP）环核苷酸敏感，这类物质会影响打开通道电压的所需敏感度。这类通道对一价阳离子如钾离子（K+）和钠离子（Na+）等是可渗透的。这族包含了4个成员，它们的α亚基单元都是由6个跨膜区亚基组成的四聚体。在超极化的状态下，这些通道会被打开。在心肌中，这一通道被用来产生自律性，尤其是在窦房结当中。

- 电压门控质子通道族：电压门控质子通道在反极化的情况下被打开，但这一过程的酸碱度敏感性很强。也就是说，仅当电化学梯度是外向的情况下，这些通道才会被开启。于是质子通过这种通道只能离开细胞。这种通道的一个功能就是将细胞内的酸排出，另一个功能是吞噬细胞在呼吸爆发作用下，保持细胞的电平衡。在诸如嗜酸性白血球、嗜中性白血球以及巨噬细胞等免疫细胞吞噬细菌或者其它微生物之后，会产生大量的NADPH氧化酶。这些酶会生成活性氧来杀死被吞噬的细菌，而此过程会产生电势，迫使电子移出细胞膜外。此时打开质子通道则可以保持点平衡。

#### 配体门控
这一通道又称为离子受体，这类的通道在特定的配体分子附着在受体蛋白在细胞外结构部分之后才会打开。配体和受体的结合会改变通道蛋白结构的构象改变，并最终打开通道让离子穿过细胞膜。烟碱乙酰胆碱受体、谷氨酸门控离子型受体、ATP门控P2X受体等可穿透阳离子的通道，以及γ氨基丁酸酸门控GABAA受体等可穿透阴离子的通道都属于这一类型。
需要通过第二信使激活的离子通道也可能被归入这一类，虽然配体和第二信使之间是有着显著的区别的。

#### 其它门控
其它门控包括诸如通过第二信使来激活或失活的门控方式。与受体从细胞外激活通道不一样的是，第二信使通过在细胞膜内激活的方式来激活的。正如由离子的电梯度直接控制电压门控通道的开和关一样，由第二信使也是直接控制这类离子通道，而不是像配体门控那样是间接控制的。
- 某些钾离子通道
  - 内向整流钾离子通道族：这些通道允许钾离子以内向整流的方式流进细胞内，或者说，钾离子流进细胞的效率远大于流出的效率。这一族由15个正式成员和1个非正式成员构成，并按照同源性更进一步的被划分为7个亚族。这些通道受细胞内的三磷酸腺苷（ATP）、PIP2以及G蛋白βγ亚基单元的影响。它们和一些重要的生理学过程有关，例如心脏的起搏活动，胰岛素的释放，以及神经胶质细胞的钾吸收。这类通道仅包含2个跨膜区，分别是KV和KCa这两个构成核心孔的区段。它们的α亚基单元也是四聚体形式的。
  - 钙激活钾离子通道族：这一族是由细胞内钙离子（Ca2+）激活的，包含8个成员。
  - 双孔结构钾离子通道族：这一族有15个成员，是一种泄露通道，该通道符合Goldman-Hodgkin-Katz电流方程式，并以此来进行整流器。

- 光控离子通道族如视紫红质通道，是由一个动作光量来直接控制其开启的。

- 机械力敏感离子通道族由拉伸力、压力、变形力或者舒张力控制开启的通道。

- 环核苷酸门控通道族：这一超级家族有两个小家族构成，包括环核苷酸门控通道（CNG）及超极化激活环核苷酸门控通道（HCN）。需要注意的是，这么划分的依据是按照其功能的不同，而不是其进化同源性。
  - 环核苷酸门控通道族：这一族包含2个亚族共6个成员，它们的特征是，其激活是依靠和细胞内的环磷酸腺苷（cAMP）或环鸟苷酸腺苷（cGMP）结合。这类通道的主要作用是传输一价阳离子例如钾（K+）和钠（Na+）。尽管这些通道是要阻止二价的钙离子（Ca2+）通过，但也能通过这类离子。
  - 超极化激活环核苷酸门控通道族。

### 按离子分
- 氯离子通道族：这一超级家族包含大约13个成员，目前科学界对其的了解非常少。
- 钾离子通道族：
  - 电压门控钾离子通道族
  - 钙离子激活钾离子通道族
  - 内向整流钾离子通道族
  - 双孔结构钾离子通道族
- 钠离子通道族
- 钙离子通道族
- 质子通道族
  - 电压门控质子通道
- 泛离子通道族：这族通道对通过的离子类型的选择性相对没有那么高，因此可以允许多种离子通过这种通道。
  - 大部分的瞬态响应电势通道

### 其它分类方式
其它的分类方式是基于一些不太常见的特征，例如多孔和瞬态电压响应。
几乎所有的离子通道都只有一个孔。但也有一些是双孔结构的：
- 双孔通道族：这一个小家族有两个成员，推测这些通道是阳离子先择性通道。科学家预言这种通道是由两个KV类型的、拥有6个跨膜区的亚基单元组成的二聚体。这些通道和精子阳离子通道（又叫CatSper通道）有关联，另一个关系更远一些的通道是瞬态响应电势通道。

还有一些通道是根据它们响应刺激所需时间来分类的：
- 瞬态响应电势通道族：这一组通道之所以这么命名，是因为它是在果蝇的光传导系统上发现的。这一族包含了至少28种成员，它们的激活方式多种多样。某些通道似乎是常开的，而另一些则通过电压来控制，属于一种电压门控离子通道。此外还有通过细胞内钙离子（Ca2+）、酸碱度（pH值）、氧化还原状态、渗透压等来控制，还有通过机械拉力来激活的、属于牵张激活的离子通道。这类通道所能通过的离子类型也非常的多，某些专门针对钙离子，而另一些似乎没有那么强的选择性，而只是作为阳离子通道。这一族按照同源性分为6个不同的亚族：经典类（TRPC）、香草素受体类（TRPV）、黑色素抑制类（TRPM）、胱氨酸多聚体类（TRPP）、黏脂质类（mucolipins，TRPML）以及跨膜锚蛋白1（TRPA）。

## 详细结构
不同的通道，其允许通过的离子是不同的（例如钠离子、钾离子、氯离子等），门控方式也不一样，甚至组成亚基单元等结构也是有区别的。大部分的通道，包括和神经冲动有关的电压门控通道，都是由四个亚基单元构成，每个亚基单元有六个螺旋形跨膜区组成。在激活的时候，这些螺旋体会移动并开启中间的孔。其中两个螺旋体被一个形成孔的环所分开，这个结构决定了选择通过的离子类型及其传导性。离子选择性及其机制的假设是在十九世纪六十年代首先由克莱·阿姆斯特朗（Clay Armstrong）提出的。其它类型的通道亚基单元，包括由一个孔环和两个跨膜螺旋体组成的通道结构。罗德里克·麦金农通过运用X射线晶体学来确定了这些通道的分子结构，并分享了2003年的诺贝尔化学奖。
由于通道的结构尺寸相当小，并且用X射线分析嵌入在细胞膜上的蛋白质的晶体结构是有一定困难的，因此直到最近科学家才有机会直接观测到它们的“外观”。特别是因为晶体分析需要使用洗涤剂去除通道周围的细胞膜，因此许多研究人员认为难以确认已获得的图像。其中一个例子是电压门控钾离子通道，这个期待已久的图像在2003年5月被披露，详细的三维结构在上可以查到。这里其中一个无法排出的模糊点，是不知道图中构型的工作状态（比如开启状态、关闭状态），而这不同的工作状态其结构构型是会发生变化的。目前研究人员对这些通道的工作模式的推断大部分都是基于电流生理学、生物化学、基因序列比较以及基因突变方法。

## 离子通道相关疾病
化学或者基因失调会导致离子通道原本的正常功能受到干扰，这会带来严重的后果。基因失调导致的离子通道疾病叫做离子通道病，请参见Category:离子通道病中的完整列表。

### 化学阻断剂

#### 钠离子通道阻断剂
- 河豚毒素（TTX），河豚及部分蝾螈会用这种毒素防御系统。
- 石房蛤毒素，腰鞭毛虫会分泌这种毒素，是引发赤潮的罪魁祸首，它会阻碍电压门控钠通道。
- 利多卡因和奴佛卡因属于同一类局部麻醉药，它们会阻止钠离子通道。

#### 钾离子通道阻断剂
- 绿曼巴蛇毒素是曼巴蛇生成的毒素，可以阻碍钾离子通道的工作。
- 伊比利亚蝎毒素是从印度东部的一种红色蝎子东亚钳蝗提纯得到的。
- 巨蟹蛛毒素是巨蟹蛛分泌的一种毒素。

#### 多通道阻断剂
- 海螺毒素，这种毒素是海螺捕食时所使用的一组毒素。受其影响的离子通道包括钠、钾、钙等离子通道，甚至还包括盐碱乙酰胆碱受体。

### 基因疾病
- 震颤基因这种基因突变会导致一种电压门控离子通道的缺陷，使得细胞的复极过程变慢。
- 马周期性麻痹以及人周期性麻痹都是由一种电压门控钠离子通道的缺陷造成的。
- 先天性肌强直（PC）以及钾加重肌强直（PAM）。
- 阵发性运动失调症（EA），是一种阵发性的严重平衡感失调，可以被压力、惊吓或者过度用力（比如运动）诱发，并可能伴有肌强直（但这不是必然有联系的）。
- 家族偏瘫性偏头痛（FHM）
- 13型脊髓小脑共济失调症
- Q-T间期延长综合征是一种心室心律不齐综合征，它是由1到10种现已发现的基因突变引起的。这些突变基因大部分是和钾离子通道有关，并且全部会影响到心肌细胞的复极过程。
- 布鲁戈登综合征是另一种心室心律不齐，是一系列有关电压门控钠离子通道的基因突变导致的。
- 囊性纤维变性是CFTR基因发生了突变导致的，涉及了氯离子通道。
- IV型粘脂贮积症是编码TRPML1通道的基因发生突变引起的一种遗传性疾病。

## 历史
1952年，英国生物物理学家阿兰·霍奇金以及安德鲁·赫胥黎第一次假设了离子通道的存在，并且作为神经冲动理论的一部分，赢得了诺贝尔生理及医药奖。1970年，离子通道首次通过电流生理学的膜片钳位电记录技术被证实，而发明这一技术的埃尔温·内尔以及伯特·萨克曼也获得了诺贝尔奖。成百上千的研究员至今仍在继续在这一领域付出艰辛努力，以期获得有关这些蛋白质工作方式的详细知识。近年来发展出来的自动膜片钳设备显著提升了离子通道筛查的能力。
2003年，诺贝尔化学奖颁发给了两位美国科学家罗德里克·麦金农和彼得·阿格雷。罗德里克·麦金农因其对离子通道功能的物理化学属性的研究，包括X射线晶体学的蛋白质结构的研究而获奖，彼得·阿格雷则因为对水通道的相似研究工作获奖。兩人研究領域的先驅沼正作由於已故，未能獲獎。

## 艺术加工的离子通道图像

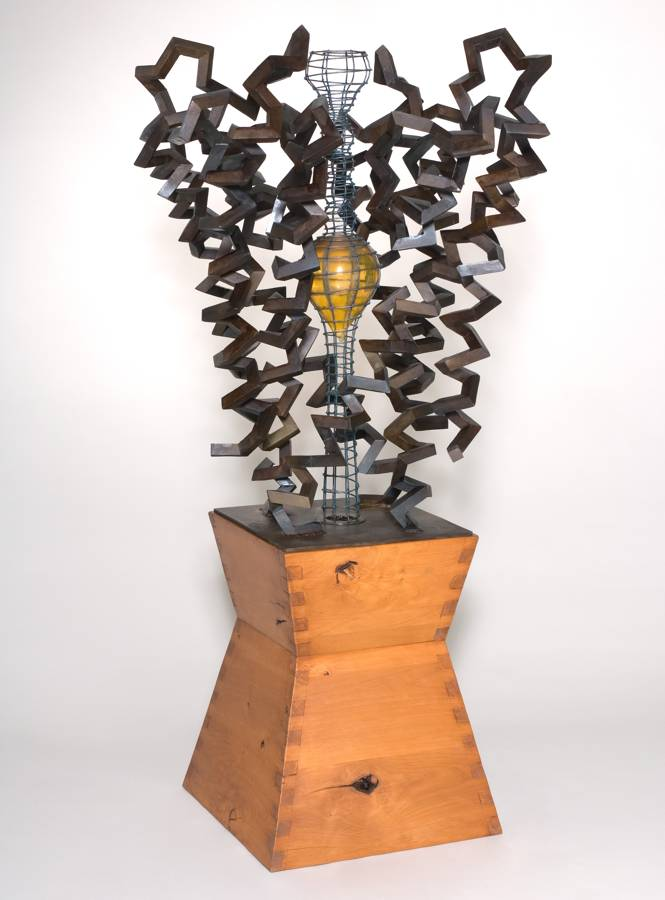
Birth of an Idea (2007) 朱利安·沃斯-安德烈受罗德里克·麦金农委托制作的一个雕像，该雕像是基于麦金农团队于2001年发现的分子三维结构创作的。

罗德里克·麦金农委托朱利安·沃斯-安德烈基于KcsA钙离子通道创作了一个约1.5米高的雕像，命名为“Birth of an Idea”（一个思想的诞生）。这件作品用一个中的铁丝部分代表了通道的孔，而褐色的玻璃球则代表了通道结构中的主要腔体。

## 延伸阅读
- An Interview with Roderick MacKinnon （页面存档备份，存于） Freeview video by the Vega Science Trust.
- Doyle DA, Morais Cabral J, Pfuetzner RA, Kuo A, Gulbis JM, Cohen SL, Chait BT, MacKinnon R.  (PDF). Science. April 1998, 280 (5360): 69–77. PMID 9525859. doi:10.1126/science.280.5360.69. （原始内容 (PDF)存档于2009-09-26）.
- Bezanilla F. . Physiol. Rev. April 2000, 80 (2): 555–92  [2009-10-02]. PMID 10747201. （原始内容存档于2009-05-02）.
- Kathy Liszewski. . Genetic Engineering & Biotechnology News (Mary Ann Liebert, Inc.). 2007-06-15: 18, 20  [2008-07-06]. （原始内容存档于2009-01-13）. Conditions targeted include diabetes, cystic fibrosis, hypertension, pain and cancer